# Регулятор (теория управления)
Регулятор, или управляющее устройство, — в теории автоматического управления устройство, которое следит за состоянием объекта управления как системы и вырабатывает для неё управляющие сигналы. Регулятор следит за изменением некоторых параметров объекта управления (непосредственно либо с помощью наблюдателей) и реагируют на их изменение с помощью некоторых воздействий в соответствии с заданным качеством управления.

## Основные принципы
Регулятор является элементом системы управления.
Систему управления с обратной связью называют «замкнутой», а систему без обратной связи (то есть только с прямой связью) называют «разомкнутой», «открытой».
В большинстве практических применений используются замкнутые системы управления.
Регуляторы в подавляющем большинстве работают по принципу отрицательной обратной связи с целью компенсировать внешние возмущения, действующие на объект управления, и отработать заданный извне или заложенный в системе закон управления. Для определения закона управления используется информация о математической модели объекта, которая считается заранее известной.

## Качество регулирования
Критерии оценки качества регулирования:
- скорость регулирования (время уменьшения ошибки регулирования до заданной величины);
- точность как установившаяся ошибка и как величина перерегулирования;
- запас устойчивости и отсутствие колебаний, в том числе затухающих.

Наиболее распространённым в силу своей универсальности является ПИД-закон регулирования, обеспечивающий приемлемое качество регулирования в большинстве случаев, однако не всегда являющийся оптимальным в каждом конкретном применении, то есть иногда можно обойтись более простым законом регулирования. Пример сложного и эффективного регулятора — регулятор на основе фильтра Калмана.

## Типы
Регуляторы разделяют по нескольким признакам:
- По общему принципу функционирования: адаптивные, модальные, робастные регуляторы и т. д.
- По линейности закона регулирования: линейные и нелинейные регуляторы.
- По осуществляемому закону регулирования (для линейных регуляторов). Под законом регулирования понимается основная, принципиальная аналитическая зависимость выходного воздействия регулятора на объект регулирования от изменения входного сигнала, получаемого регулятором от объекта регулирования. В соответствии с этим различают:
  - пропорциональный (П-регулятор)
  - интегрирующий (И-регулятор)
  - дифференциирующий (Д-регулятор)
  - пропорционально-интегрирующий (ПИ-регулятор)
  - пропорционально-дифференциирующий (ПД-регулятор)
  - пропорционально-интегрально-дифференциирующий (ПИД-регулятор)

- По виду потребляемой энергии
  - пневматические
  - электрические
  - гидравлические

К пневматическим типам относятся регуляторы пропорционального, пропорционально-интегрального и пропорционально-интегрально-дифференциального типов и струйный регулятор. В пневматических регуляторах всех типов носителем сигнала между отдельными элементами является сжатый воздух. В системах отсутствуют электрические линии связи и электрические контактные устройства, поэтому их можно использовать при автоматизации процессов во взрыво- и пожароопасных условиях эксплуатации. Действие струйных регуляторов основано на аэродинамическом взаимодействии струйных потоков воздуха.
Электрические регуляторы бывают также различных типов: многоканальные, типа РП2, что является релейным бесконтактным прибором с импульсным управлением исполнительным механизмом. Также типа Р, что является не регулирующим прибором, а регулирующим блоком с аналогичным принципом работы. Еще один тип РФ, который является дискретно-непрерывным регулятором и может быть использован как корректирующие устройство.
Одним из видов отдельных разработанных систем является электронный регулятор. В этих схемах зачастую используются стандартные измерительные преобразователи.   

### Интегральный регулятор с переменной структурой
Для обеспечения наивысших показателей качества технологических процессов с взаимосвязанными параметрами лучше всего изменять регулирующие воздействия, которые необходимы, согласно статическим характеристикам объектов, только для компенсации возмущений. Перестраиваемая структура интегрального регулятора обеспечивает управление минимальными изменениями регулирующих воздействий инерционными объектами. Основными составляющими структуры являются следящий контур и логическое устройство. В следящем контуре вырабатывается вспомогательная координата. А в логическом устройстве формируется логический закон управления. В зависимости от сочетания знаков вспомогательных координат меняется закон управления с целью изменения структуры системы. После выбора структуры открывается канал управления для передачи сигнала ошибки на интегратор. При оптимальной настройке на максимальное возмущение рассматриваемый регулятор точно компенсирует возмущение за один непрерывный ход исполнительного механизма.